# 圣马蒂诺镇
圣马蒂诺镇（義大利語：Borgo San Martino）是意大利亚历山德里亚省的一个市镇。总面积9.79平方公里，人口1436人，人口密度146.7人/平方公里（2009年）。ISTAT代码为006020。